# Hypodoxa
Hypodoxa is een geslacht van vlinders uit de familie van de spanners (Geometridae). De wetenschappelijke naam van het geslacht is voor het eerst geldig gepubliceerd in 1912 door Louis Beethoven Prout.
Prout duidde als typesoort van het geslacht aan Hypodoxa emiliaria, een soort die Achille Guenée oorspronkelijk had beschreven als Hypochroma emiliaria. Deze soort komt voor in noord- en oost-Australië en Nieuw-Guinea. De soorten die Prout tot het geslacht rekende hadden een verspreidingsgebied van Australië tot Nieuw-Guinea en de Salomonseilanden. Ze komen ook voor in Indonesië (Irian Jaya, de Molukken).

## Soorten
- H. bryophylla Goldfinch, 1929
- H. calliglauca Turner, 1926
- H. conspurcata Lucas, 1898
- H. corrosa Warren, 1907
- H. deteriorata Walker, 1860
- H. emiliaria (Guenée, 1857)
- H. erebusata Walker, 1860
- H. involuta Prout, 1933
- H. leprosa Warren, 1907
- H. lichenosa Warren, 1907
- H. multicolor Warren, 1899
- H. multidentata Prout, 1916
- H. muscosaria (Guenée, 1857)
- H. paroptila Turner, 1906
- H. regina Prout, 1916
- H. ruptilinea Prout, 1913
- H. subornata Warren, 1896
- H. viridicoma Warren, 1899